# Pierre-François de Smet
Pierre-François de Smet (Gent, 22 april 1797 - aldaar, 10 oktober 1860) was een Belgisch industrieel.

## Levensloop
Pierre-François was een zoon van Frans de Smet, die in 1777 een katoendrukkerij had opgericht in Gent. In 1799 verhuisde zijn vader de fabriek naar het Rabot, daarbij geholpen door zijn vriend Lieven Bauwens, die de technologie leverde voor een nieuwe spinnerij. In 1816 namen zijn kinderen het bedrijf over. Pierre-François richtte ondertussen ook zelf een handel in koloniale waren op. Vooral zijn broer Jean de Smet bleef actief in het familiebedrijf, dat later zou omgevormd worden tot de nv La Louisiane.
In 1811 was hij een van de stichters van de Gentse vrijmetselaarsloge Le Septentrion.
Daarnaast zetelde De Smet ook in de Gentse gemeenteraad, van 1817 tot 1824 als orangist onder het Verenigd Koninkrijk der Nederlanden, en nog eens van 1843 tot 1854 voor de liberalen. 